# 陈清泰
陈清泰（1937年—），河北丰润人，中华人民共和国政治人物。

## 生平
1962年，毕业于清华大学动力系汽车专业，后留校任教。1970年，任职于第二汽车制造厂。1982年，任二汽总工程师。1984年8月，任第二汽车制造厂总厂厂长。1985年6月，兼任东风汽车工业联合公司董事长、总经理。1993年5月，任国家经济贸易委员会副主任。1994年，聘为清华大学、北京工业大学兼职教授。2000年7月，兼任清华大学公共管理学院院长。2006年1月，任中国发展研究基金会副理事长。2012年，起任中国上市公司协会会长。
2014年起担任中国电动汽车百人会理事长。